# Lunac
Lunac település Franciaországban, Aveyron megyében. Lakosainak száma 435 fő (2022. január 1.). Lunac Bor-et-Bar, La Fouillade, Lescure-Jaoul, Le Bas-Ségala és Sanvensa községekkel határos.

## Népesség
A település népességének változása:
| Lakosok száma | 579  | 530  | 456  | 452  | 427  | 430  | 434  | 441  | 439  | 435  |
|               | 1968 | 1982 | 1990 | 2006 | 2013 | 2015 | 2017 | 2019 | 2020 | 2022 |